# Defiance Part 1
| Оценки критиков     | Оценки критиков |
| Источник            | Оценка          |
| ------------------- | --------------- |
| American Songwriter | [ 1 ]           |
| New Noise Magazine  | [ 2 ]           |

Defiance Part 1 — пятнадцатый сольный студийный альбом британского рок-музыканта Йэна Хантера, выпущенный 21 апреля 2023 года лейблом Sun Records.

## Об альбоме
В 2020 году, во время пандемии, Йэн Хантер работал над этим альбомом в Коннектикуте в своем подвале вместе с Энди Йорком. Йэн использовал минимальные средства для записи альбома — компьютер, клавиатуру, гитару и электронное пианино. Затем треки удалённо рассылались приглашённым музыкантам. 
Удалённо в записи приняли участие: Роберт Трухильо, Slash, Ринго Старр, Майк Кэмпбелл, Джонни Депп, Джефф Бек (скончался до выхода альбома), Дин ДеЛео, Роберт ДеЛео, Эрик Крец, Тодд Рандгрен, Джо Эллиотт, Тейлор Хокинс (скончался до выхода альбома), Дафф Маккаган, Брэд Уитфорд, Билли Боб Торнтон, Джей Ди Эндрю, Билли Гиббонс, Джефф Твиди, Уэдди Уотчел.

## Список композиций
Все песни написаны Йэном Хантером.
| №                   | Название            | Длительность |
| ------------------- | ------------------- | ------------ |
| 1.                  | «Defiance»          | 4:07         |
| 2.                  | «Bed of Roses»      | 5:23         |
| 3.                  | «No Hard Feelings»  | 5:43         |
| 4.                  | «Pavlov's Dog»      | 4:32         |
| 5.                  | «Don't Tread on Me» | 3:52         |
| Общая длительность: | Общая длительность: | 23:37        |

| №                   | Название                                                      | Длительность |
| ------------------- | ------------------------------------------------------------- | ------------ |
| 1.                  | «Guernica»                                                    | 5:23         |
| 2.                  | «I Hate Hate»                                                 | 3:56         |
| 3.                  | «Angel»                                                       | 6:09         |
| 4.                  | «Kiss N' Make Up»                                             | 2:57         |
| 5.                  | «This Is What I'm Here For / I Hate Hate (Alternate Version)» | 7:26         |
| Общая длительность: | Общая длительность:                                           | 26:25        |

## Участники записи
Йэн Хантер — вокал (все треки), фортепиано (A2, A3, A4, A5, B1, B2, B3, B5a, B5b), электрогитара (A1, B4), вокал и ритм-гитара (B4)
Slash — соло-, ритм- и электрогитара (A1)
Роберт Трухильо — бас-гитара (A1)
Энди Йорк — бэк-вокал (A1, A2, A4, B2), электрогитара и бас (A3), орган (A5), маракасы (A4), баритон-гитара (B1, B5a), слайд-гитара (A3), акустическая гитара (A3), ритм-гитара (A4), бэк-вокал и перкуссия (B2), тамбурин, бэк-вокал (B5b)
Майк Кэмпбелл — электрогитара, акустическая гитара, слайд-гитара, мандолина (A2, B1)
Тони Шанахан — бас (A2)
Ринго Старр — ударные (A2)
Энди Бёртон — орган (A2, B5a), гармониум (B1), клавишные (B2), вибрафон (B4), орган и клавишные (B5b)
Дейн Кларк — ударные и перкуссия (A3, B1, B5b)
Джефф Бек — соло-гитара (A3)
Джонни Депп — ритм-гитара, акустическая гитара, слайд-гитара, бэк-вокал (A3)
Роберт ДеЛео — бас-гитара (A4)
Эрик Крец — ударные (A4)
Дин ДеЛео — ритм-гитара, соло-гитара, акустическая гитара, слайд-гитара (A4)
Тодд Рандгрен — ритм-гитара, соло-гитара (A5)
Рич Пагано — ударные, конги, перкуссия (A5, B4)
Джо Эллиотт — бэк-вокал (B1, B5a)
Дафф МаКаган — бас-гитара (B3)
Уэдди Уахтел — 12-струнная акустическая гитара, соло- и ритм-гитара (B3, B5a), звукоинженер (B5a)
Тейлор Хокинс — ударные, электрогитара, электрическое пианино, бэк-вокал (B3, B4, B5a)
Брэд Уитфорд — слайд-гитара (B3)
Джеймс Мастро — электрогитара (B4)
J.D. Andrew — бас (B4)
Билли Ф. Гиббонс — соло- и ритм-гитара (B4)
Билли Боб Торнтон — вокал, перкуссия, бэк-вокал (B4)
Пол Пейдж — бас (B5a), звукоинженер (B5a)
Ронан МакХью — звукоинженер Джо Эллиотта (B5a)
Джон Лусто — звукоинженер Тейлора Хокинса (B5a)
Дэннис Дибриззи — бэк-вокал (A4, B2)
Джефф Твиди — электрогитара, бас (B5b)
Том Шик — звукоинженер Джеффа Твиди (B5b)